# DJ Anna Lee
DJ Anna Lee (нар. 7 липня 1974, Рига, Латвія) — професійна українська ді-джейка, що працює в стилі trance. Вважається першою жінкою-діджеєм в Україні. Також пише електронну музику і займається саунд-продюсерством.

## Кар'єра
Анна Ермане народилася і виросла в Ризі. Клубну кар'єру почала в Києві у 1996 році. З 2002 року почала гастролювати по Україні та закордоном.
Неодноразово брала участь у проєктах типу «Битва ді-джеїв», JEANS DJ PARADE, різних фестивалях: TURBOFLY (2011), RedCity Music Fest (2010), Global Gathering (2008, 2009, 2010, 2011), Kazantip (2011—2013), OUR EXTREME SOUND (2014), NOTTE BLU ELBA ISLAND (2014), White Night, Atlas Weekend та інших.
Авторка клубного проєкту «Club-Styles», заснованого у квітні 2005-го: під цією назвою проводились вечірки, фестиваль, радіопередачі. На кількох радіостанціях виходили різні мікс-шоу під брендом Club-Styles: американській Afterhours FM, українській Kiss FM (до 2016), американській DI.FM. З жовтня 2008 на каналі STAR TV виходило шоу CLUB-STYLES VIDEO MIX — спільний проєкт DJ Anna Lee (музичні компіляції) і  DVJ Arnaby (візуалізації). Пізніше спільно з київським клубом Forsage вона організувала його клубну версію.
З 2011 по 2019 на DI.FM виходило її мікс-шоу Progressive Grooves.
На голосуванні у світовому рейтингу транс-ді-джеїв Trance Podium у 2015 посіла 159 позицію.
Станом на 2023 рік керує власною ді-джейською школою Anna Lee DJ Studio у Португалії.
Співпрацює з лейблами: Abstraction Records, Emphase Recordings, DeepBlue Records, Pure Magic Recordings, Mondo Records, Fraction Records, Trance All-Stars Records; видавалась на Universal Nation (Black Hole Rec.), DS-R (Enhanced Music), Critical Uprising (KSX),  AVA WHITE.

## Нагороди
- Найкращий TRANCE DJ України 2010 (нагорода від PRO DJ)[12]
- Нагорода “За особливий внесок у розвиток клубної культури України” 2011 (всеукраїнський рейтинг TopDJ)
- Best TRANCE DJ 2011 (SHOW BIZA net)[13]
- 2013 TOP DJ Awards - Anna Lee #03 (TOP 5 BEST DJ's in UA)
- KISS FM 10 DANCE AWARDS 2013 Title - Hit Maker of the Year[14]

## Проєкти

### Клубні проєкти в Україні
- Club-Styles Fest[9] (Sentrum, Київ)
- Open Space by Anna Lee (клуб Forsage, Київ)
- Trance Illumination (клуб Saxon, Київ)
- Club-Styles Video Mix Project (клуб Forsage, Київ)
- UA Trance Session (клуб Forsage, Київ)
- Classic Trance. Vinyl Edition (клуб Forsage, Київ)

### Радіопроєкти
- CLUB-STYLES MIX SHOW (DI FM)
- AMBULANCE (DI FM)